# تولاري (كاليفورنيا)
تولاري (بالإنجليزية: Tulare)‏ هي إحدى مدن مقاطعة تولير. تم إعطاءها لقب مدينة في 5 أبريل، 1888.

## توأمة
لتولاري (كاليفورنيا) اتفاقيات توأمة مع:
- آنغرا دو هروئيسمو

## أعلام
- ديفيد بي فلوريس
- بوني براينت
- جوش برينت
- هال فولر
- مارلين فاركوهار
- كارول جاي كلوفر